# Filodes sexpunctalis
Filodes sexpunctalis is een vlinder uit de familie van de grasmotten (Crambidae), uit de onderfamilie van de Spilomelinae. De wetenschappelijke naam van deze soort is voor het eerst voorgesteld door Pieter Snellen in een publicatie uit 1890.
De soort komt voor in China en India (West Bengalen).